# Maurine Kroon
Maurine Kroon is een Nederlands langebaanschaatsster.
Tussen 2000 en 2005 nam Kroon meermaals deel aan de NK Sprint, de NK Allround en de NK Afstanden.

## Records

### Persoonlijke records[2]
| Afstand    | Tijd    | Datum         | Baan       |
| ---------- | ------- | ------------- | ---------- |
| 500 meter  | 41,23   | 18 maart 2001 | Calgary    |
| 1000 meter | 1.20,93 | 18 maart 2001 | Calgary    |
| 1500 meter | 2.04,37 | 15 maart 2001 | Calgary    |
| 3000 meter | 4.24,93 | 22 maart 2002 | Calgary    |
| 5000 meter | 8.05,42 | 11 maart 2003 | Heerenveen |